# コスモス (玩具メーカー)

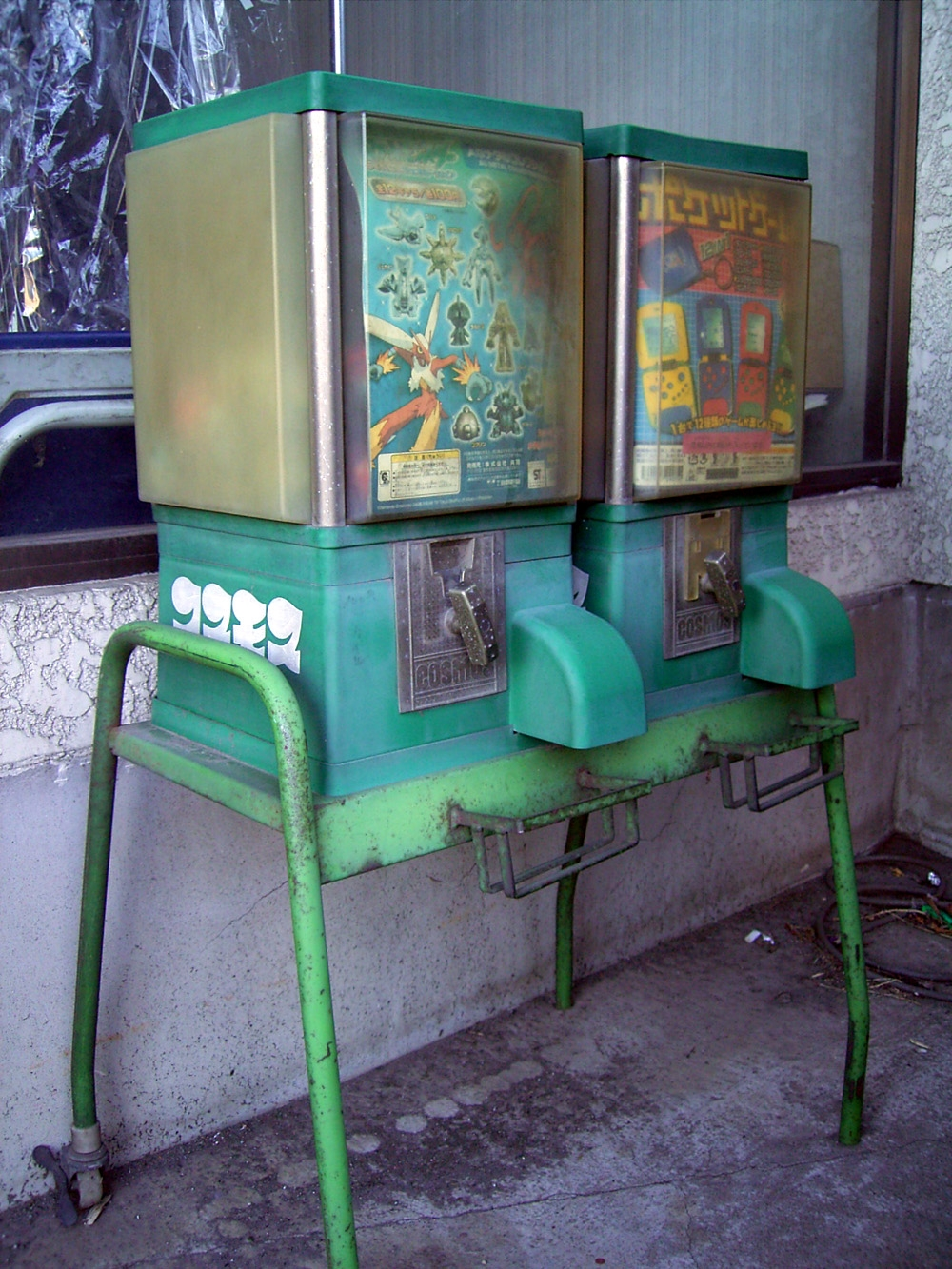
当時の2連式自動販売機（2007年10月時点では他業者の商品が充填され現役）

株式会社コスモスは、かつて日本に存在した、玩具の製造と自動販売機による玩具販売を行っていた企業である。

## 沿革
前身の「堀口産業」を母体として、堀口昭一が1977年に埼玉県羽生市に設立。昭一の弟である堀口昭平が専務に就いた。
玩具メーカーとしては規模は小さかったものの、同年より始めた、自社で生産した小型の玩具をカプセル型の手動式自動販売機（カプセルトイの一種・当時の俗称では「ガチャガチャ」ないし「ガシャガシャ」）を通じて販売するという独自の直販方式が当たり、急成長を遂げた。
最盛期には本社のある羽生市のほか、同県浦和市、大宮市（現・さいたま市）、栃木県佐野市などに工場を所有し、設置自動販売機が6万カ所、50万台におよび、年商は180億円（1982年度）に達した。なお1977年はバンダイも同種の自動販売機による玩具販売を始めた時期にあたる。
業績悪化により、1988年2月に倒産。後を引き継いで堀口昭平が社長、イトマン（現・日鉄物産）の井上泰之が副社長となり、「コスモス新社」が設立された。1990年6月には、イトマンの山村誠一がコスモス新社社長に就任している。
尚、同じく社名にコスモスと入り、カプセルトイ（当社公称：ガチャガチャ）の販売委託業務を行う神戸コスモスとは組織的な繋がりはない。

## 販売機

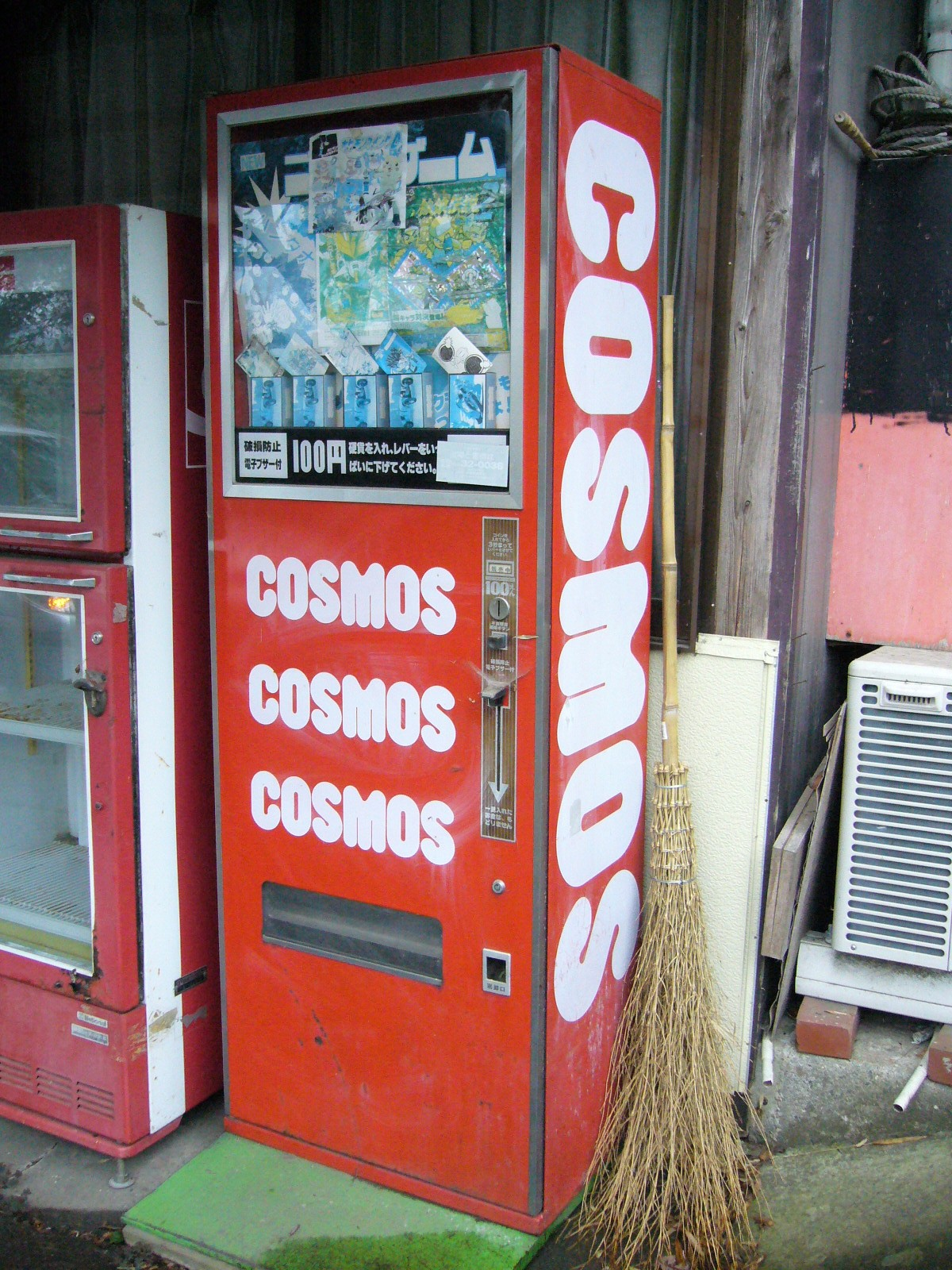
当時の紙箱式自動販売機

コスモスの販売機には20円、50円、100円のものがあった。これらは駄菓子屋などの小売店の店頭に設置され、同社販売子会社の営業マンが週一度のペースで巡回して商品を補充、設置店に対して売上金の20%を設置委託料として支払っていた。
最盛期の1983年には、従来のカプセル自動販売機と平行して紙箱式自動販売機を投入している。これは幅64cm、奥行き40cm、高さ180cmと、当時の清涼飲料水の自動販売機と同じくらいの大きさであり、その販売を行なう機構は米国のタバコ自販機を模した物で、所定コインが機構内に入ることで動作可能となるレバー操作によって、内部に積み重ねられた商品が一個ずつ受け取り口に落下するように作られていたほか、レバーの代わりにボタンを押し込むものも登場している。一方、コスモスはこの販売機をイトマンから購入した事が原因で、50億円とも60億円とも言われる負債を抱えて倒産したとされる。

### 残存自販機
最盛期には50社を数えた販売子会社は、羽生市のコスモス本社倒産後もその一部が各地で存続しており、そのうちの栃木県宇都宮市にあるヤマトコスモス、同県足利市にある足利コスモスの2社はコスモスとして営業を継続している。そのため茨城県、栃木県、群馬県、埼玉県、東京都、神奈川県、山梨県、長野県には2016年時点で購入可能なコスモス自動販売機が60台ほど残っていた。しかし、最盛期には約10万台（コスモス社製押しボタン式タイプ4万台、レスター社製レバー式タイプ6万台）製造されたコスモス自販機も、日本各地に現存する台数は100台を切っていると推測される。

## 商品
コスモスの大きな特徴として、それまでのガチャガチャが全てカプセルに収まる大きさの商品だった事に対し、カプセルに入らない大きな景品（ヌンチャク、モデルガン、洋凧など）も「当り玉と交換」という手法を取り入れ、一気に当時の子供たちの心を掴んだ事にあり、それが同社の全国展開への大きな要因となった。100円タイプはほぼ当りだけであったが50円や20円のタイプは専らスーパーカー消しゴムやキャラクタースタンプ、キャラクター消しゴムなどをそれぞれの単価によって「ハズレ」として使用していた。しかし、中には高価な景品に射幸心を煽られ、「当たり」を得ようとして親の財布から金銭を盗んだり、身の回りの物品で機械を騙そうとする・果ては機械を壊して中身を奪おうとする者まで出て、PTAをはじめ保護者層から問題視する声も度々上がっており、しつけに厳格な家の子供ともなると、これで遊んでいるだけで叱られることすらあった。
人気商品にはスーパーカー消しゴムなどがあったが、知的財産権を無視、あるいは軽視して、流行に便乗した数多くのコピー商品を販売していたことでも知られる。タカラのチョロQそっくりの商品を「チョロカー」として販売したり、バンダイのキン肉マン消しゴムそっくりの商品を「ジャンボ人形」として販売していた他、無許諾で芸能人の写真を使ったと見られる製品も販売していた。
一方で版権を取得していたものもあり、機動戦士ガンダムも当初はコスモスが著作権表示を入れて販売していた。しかしガンダムは版権がバンダイに移った後に再放送でヒットしており、コスモスは以降も無許諾でガンダムを商品化していた。これがバンダイから抗議を受けると、デザインを変えた「宇宙戦士ダンガム」が登場している（当時は他社からも「モビルフォース ガンガル」や「太陽系戦隊 ガルダン」といった“似非ガンダム”が登場していた）。
またアーケードゲームが人気を集めると、コスモスも参入を図るが、コスモスが開発したという『フライングトレイン』は、コナミ『スクランブル』のキャラクターグラフィックを差し替え難度を上げただけのデッドコピー。他にも任天堂『ドンキーコング』の海賊版『クレイジーコング・パートII』のデッドコピー版『ペラちゃん』、ナムコ『ディグダグ』のデッドコピー版『ジグザグ』および『ニュージグザグ』などが存在した。

## 「ロッチ」騒動
同社の数あるコピー商品の中で最も波紋を広げたものとして、当時製菓会社のロッテの大ヒット商品であったビックリマンシールの複製品（正規品をコピーして「ロッテ」の文字だけ「ロッチ」に変えたもの）がある。シールは、5枚一組にしてガチャガチャで1個100円で販売され、1987年の発売から半年あまりで1000万枚を売上げ、およそ3億5000万円を稼ぐなど同社空前のヒット作となった。
しかしながら子供間でビックリマンシールを交換する際に“インチキ”だとして喧嘩を誘発したりいじめに発展するなど社会問題化し、消費者からの苦情を受けたロッテ側から1988年3月に著作権法違反容疑で告訴された。1988年6月には著作権法違反が認められ、当時の社長、専務、印刷部長ら同社役職員7名が書類送検された。ロッテには賠償金として3000万円が支払われている。なお、このニセシール騒動は、『月刊コロコロコミック』連載の「少年ビックリマンクラブ」（なかのともひこ）でも取り上げられている。

## ニセ1万円硬貨
記念硬貨を模した玩具（いわゆる子供銀行）として「ニセ1万円硬貨」があった。表面に「日本国」の文字と皇居・二重橋、裏面に「壱万円」「10000」「昭和65年」が刻印されている。悪用防止のためか、本来存在しない「昭和65年」が使われているほか、上部に穴が開けられている。
21世紀に入り、“昭和65年製 1万円硬貨”をコンビニエンスストアで使用し釣り銭を騙し取ったとして、2012年には茨城県つくば市、2017年には北海道函館市で逮捕者が出た。これらの事件を受けてインターネット上では試鋳貨幣の流出説など憶測が飛び交う事態となったが、後にコスモス製造の玩具であると判明した。
元号が「昭和75年」のものも存在し、こちらは二重橋の下部に「子供銀行」と刻印されている。

## 広告宣伝
同社は国際映画社制作のテレビアニメ『めちゃっこドタコン』、『銀河旋風ブライガー』、『魔境伝説アクロバンチ』などのスポンサーにもなり、1981年には裸の幼児と幼女が森の中を手をつないで走る映像とともに「僕らも欲しい～コスモス～」という音楽が流れるテレビCMを流していた。CMには「類似品にご注意ください」という趣旨のキャプションが入れられていた。その後キャンキャンという女性3人組のアイドルグループが出演していた全く別のバージョンも存在する。

## 関連書籍
- 池田浩明『愛しのインチキガチャガチャ大全～コスモスのすべて』双葉社、2013年4月。ISBN 978-4-575-30524-1。- ワッキー貝山が収集したコスモス製品の紹介と解説、関係者へのインタビューなど。
- 池田浩明『素晴らしきインチキ・ガチャガチャの世界～コスモスよ永遠に』双葉社、2014年7月。ISBN 978-4-575-30712-2。- 前著に引き続き貝山の収集品の紹介、前著を見て名乗り出た関係者へのインタビューなど。
- ワッキー貝山、池田浩明、奈良和広『最終決定版 インチキ・ガチャガチャの真相～コスモス、その愛』双葉社、2016年10月。ISBN 978-4-575-31166-2。